# Metalopha splendida
Metalopha splendida är en fjärilsart som beskrevs av Hans Georg Amsel 1935. Metalopha splendida ingår i släktet Metalopha och familjen nattflyn. Inga underarter finns listade i Catalogue of Life.